# Войцех Круліковський
Войцех Круліковський (16 липня 1926 — 29 квітня 2019)— польський фізик-теоретик, спеціаліст з теорії елементарних частинок і квантової теорії поля, професор Інституту теоретичної фізики Варшавського університету у відставці, член Польської академії наук.

## Життєпис
У 1950 році здобув ступінь магістра, а 1952-го, лише через два роки, докторський ступінь, будучи учнем одного з найвидатніших польських фізиків-теоретиків професора Войцеха Рубіновича. Габілітувався 1957 року.
У 1956—1957 роках відвідав Eidgenössische Technische Hochschule Zürich (Швейцарія) для наукової практики під керівництвом Вольфганга Паулі. У 1965 році отримав звання професора.
У 1961 році відвідав Інститут перспективних досліджень у Прінстоні, Нью-Джерсі. Він також відвідав Європейську організацію ядерних досліджень у Женеві та Міжнародний центр теоретичної фізики в замку Мірамаре поблизу Трієста, Італія.
Започаткував дослідження теорії елементарних частинок у Варшавському університеті. 1960 року заснував відділ теорії елементарних частинок і керував ним до виходу на пенсію. Разом з Яном Жевуським дав формулу релятивістської квантової механіки деяких речовин. Висунув гіпотезу складних кварків, створив модель трьох поколінь лептонів і кварків.
Разом із Войцехом Рубіновичем написав підручник з теоретичної механіки (перше видання 1955 р., дотепер дев'ять видань).
У 1987 році нагороджений медаллю Мар'яна Смолюховського.